# Controversie sul thimerosal

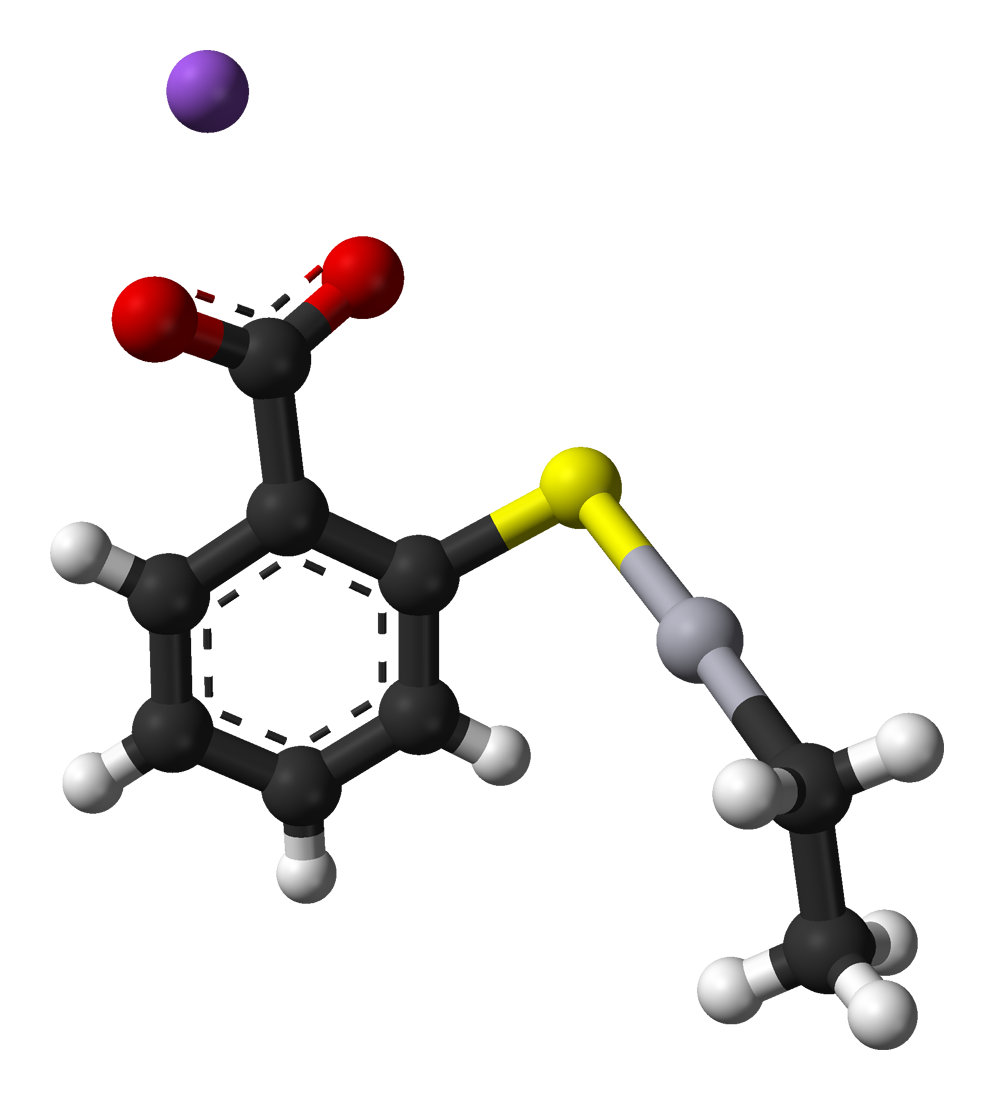
Struttura del thimerosal

Vi sono controversie sorte circa l'affermazione scientificamente non provata, avanzata perlopiù da movimenti antivaccinisti, che i vaccini contenenti mercurio (più precisamente quello presente nel thimerosal, utilizzato come conservante in alcune formulazioni vaccinali) contribuirebbero al sorgere dell'autismo e di altri disordini neurologici.
La comunità scientifica internazionale rileva che non esistono prove scientifiche che supportino tali affermazioni, le quali sono state confutate in molteplici studi pubblicati nel corso dei decenni.

## Gli studi
I sostenitori della presunta correlazione tra thimerosal e autismo fondano le proprie convinzioni su:
- esperimenti in vitro secondo i quali le cellule coltivate in laboratorio subiscono effetti negativi se esposti all'etilmercurio[4];
- uno studio sui topi effettuato nel 2004, il quale avrebbe dimostrato che quando essi venivano esposti al thimerosal sviluppavano sintomi simili a quelli dell'autismo[5]; tuttavia, questo studio non è stato replicato, ed anzi uno studio successivo del 2007 non ha confermato tali risultati[6]. Uno studio del 2008 ha riportato che i ratti maschi sono più suscettibili all'avvelenamento da thimerosal rispetto alle femmine[7]; tale studio tuttavia, non riguardante direttamente la controversia del presunto legame tra thimerosal e autismo, rappresentava uno studio preliminare svolto su un piccolo numero di cavie[7];
- la preoccupazione che il mercurio potrebbe avere effetti sinergici con altri metalli o sostanze tossiche[8];
- rapporti secondo cui nella comunità Amish l'autismo sarebbe molto raro. Tale riscontro sarebbe dovuto secondo i critici del thimerosal al fatto che questa popolazione non farebbe vaccinare i propri figli, perlopiù per motivazioni religiose. Tuttavia ciò potrebbe essere dovuto al fatto che alcune caratteristiche ereditarie degli Amish siano diverse rispetto a quelli della comunità generale, o al fatto che sono più in generale meno esposti ai fitofarmaci od altre sostanze chimiche. Risulta peraltro che anche gli Amish facciano ricorso in maniera limitata alle vaccinazioni[9];
- alcuni studi epidemiologici pubblicati dal genetista Mark Geier, i quali mostrerebbero una correlazione tra thimerosal e autismo[10].

Benché una esigua minoranza di ricercatori e alcuni gruppi di genitori abbiano ipotizzato che il thimerosal potrebbe avere un ruolo nel causare l'autismo, numeri consistenti di studi scientifici e clinici non hanno rilevato alcuna prova oggettiva della correlazione tra thimerosal e autismo, ed in tal senso va anche l'attuale consenso scientifico internazionale.
Il consenso scientifico, incluse le più importanti istituzioni scientifiche e mediche mondiali, come il National Institute of Health statunitense e l'Organizzazione Mondiale della Sanità e così anche le agenzie governative come la Food and Drug Administration e la CDC, ritiene infatti che non vi sia alcuna prova oggettiva che il thimerosal possa avere un qualche ruolo nell'autismo o nei disordini neurologici.
Molteplici studi scientifici hanno dimostrato questa assenza di correlazione, rilevando inoltre che i sintomi clinici dell'avvelenamento da mercurio differiscono significativamente da quelli dell'autismo.
In definitiva, numerosi studi dimostrano che non c'è alcuna riduzione della percentuale di incidenza dell'autismo nei bambini che non hanno ricevuto vaccini contenenti thimerosal, non rilevando alcun nesso di causalità tra il conservante o tra i vaccini in genere e l'autismo.
In merito alle ricerche pubblicate da Mark Geier, principale fonte dei dati epidemiologici utilizzati da coloro che sostengono la correlazione tra thimerosal e autismo, sono state mosse diverse critiche, come l'accusa di non voler presentare alla comunità scientifica analisi metodologiche e statistiche applicate nei suoi studi, così da consentire una verifica; a Geier vengono anche rimproverate l'impropria analisi dei dati presi dal Vaccine Adverse Event Reporting System così come l'avere confuso o mal etichettato i fondamentali termini statistici usati nei suoi scritti.
Ulteriori prove scientifiche che escludono la correlazione tra conservante a base di mercurio e autismo sono state fornite da diverse associazioni mediche e scientifiche quali: l'American Medical Association, l'American Academy of Pediatrics, l'American College of Medical Toxicology, la Canadian Paediatric Society, la National Academy of Sciences, la Public Health Agency of Canada, e la European Medicines Agency.

## Conseguenze
Negli Stati Uniti, la VICP (corte federale dei vaccini) ha ricevuto numerose richieste di risarcimento da parte di famiglie che, sostenute da vari movimenti antivaccinisti, avrebbero provato ad ottenere rimborsi economici cercando di sostenere la presunta correlazione tra vaccini e autismo. La maggior parte di questi giudizi non è ancora addivenuto a una sentenza, dovendo dimostrare la presenza di un nesso causale tra vaccino e autismo, aspetto che si presenta difficile proprio per l'evidenza scientifica del contrario. In un solo caso il governo federale ha risarcito (6 marzo 2008) i genitori di una bambina con una malattia mitocondriale, che avrebbe cominciato a presentare sintomi di autismo dopo una serie di vaccini alcuni dei quali contenenti il thimerosal. 
Molti genitori hanno erroneamente interpretato questo risarcimento come se fosse una conferma che i vaccini causano l'autismo, tuttavia la maggior parte dei bambini autistici non presenta disordini mitocondriali, e il risarcimento fu in realtà concesso senza che fosse stato provato un nesso di causalità tra vaccino e sintomi di autismo.